# Litanies de Rê
Les litanies de Rê, appelées également Litanies du Soleil, Adoration de Rê à son coucher, qui portent comme titre Livre de prier Rê à l'Occident, décrivent les soixante quinze formes de manifestation de la divinité solaire. On les trouve dans plusieurs tombes de la vallée des Rois.

## Représentations

### Tombe deThoutmôsisIII
La version la plus ancienne de ces litanies est celle de la tombe KV34 de Thoutmôsis III XVIIIe dynastie) sur les colonnes de la salle du sarcophage.

### Tombe deSéthiIer
Dans la tombe de Séthi Ier (KV17), le texte des litanies de Rê est le premier texte visible à l'entrée de la tombe.

### Tombes deRamsèsIIàRamsèsIX
Ces textes se retrouvent également dans les tombeaux de Ramsès II (KV7), Mérenptah (KV8), Séthi II (KV15), Ramsès III (KV11), Ramsès IV (KV2) et Ramsès IX (KV6).

### Petit temple deRamsèsIIà Abydos
Dans le petit temple de Ramsès II à Abydos, dans la chapelle G, la litanie de Rê a été gravée en entier sur les bases des murs sud et nord avec en figure de titre le soleil figuré sous trois formes différentes : le disque, le scarabée et le dieu à tête de bélier. Selon Erik Hornung, le disque fait fuir les forces mauvaises, serpent ou crocodile ; selon une autre interprétation de John Darnell (dans son livre The enigmatic Netherworld Books of the Solar-Osirian Unity), le serpent et le crocodile, émissaires du soleil, protégeraient le disque. Les litanies de Rê y sont complétées par des vignettes du livre des morts.

### Traductions
- Litanies du Soleil

### Études
- Erik Hornung, Das Buch der Anbetung des Re im Westen (2 vol.), Genève, 1975-1976Texte en hiéroglyphes, traduction et commentaire en allemand.
- Christian Jacq, Initiation à l'Égypte ancienne, La Maison de vie, 2001, p. 112.